# John Foster
John Foster (vers 1787 - 26 septembre 1846) est un architecte britannique.

## Biographie
Il étudie l'architecture à Londres dans l'étude de Jeffry Wyatt. En 1809, il commence son Grand Tour, principalement en Méditerranée orientale. En 1810-11, il rejoint l'association des Xénéion, et accompagne Charles Robert Cockerell et les archéologues allemands Haller et Linckh dans leurs recherches aux temples d'Aphaïa sur Égine et de Bassae dans le Péloponnèse.
Il revient à Liverpool en 1816 et il entre dans l'étude familiale (son père étant aussi architecte). Il lui succède en tant que Senior Surveyor to the Corporation of Liverpool en 1824. Il garde ce poste jusqu'à la réforme municipale de 1834.
Il dessine l'Oratoire et le Cimetière St James pour la Cathédrale de Liverpool.
Ses Royal Infirmary, bains publics, Custom House dont le dôme fut très endommagé par les bombardements de la Seconde Guerre mondiale ont tous été détruits.
On lui attribue les 2-10 Gambier Terrace, Canning, Liverpool.